# Villeneuve-les-Cerfs
Villeneuve-les-Cerfs település Franciaországban, Puy-de-Dôme megyében. Lakosainak száma 506 fő (2022. január 1.). Villeneuve-les-Cerfs Bas-et-Lezat, Randan, Saint-Clément-de-Régnat és Saint-Sylvestre-Pragoulin községekkel határos.

## Népesség
A település népessége az elmúlt években az alábbi módon változott:
| Lakosok száma | 534  | 534  | 558  | 532  | 527  | 526  | 519  | 514  | 506  |
|               | 2013 | 2015 | 2016 | 2017 | 2018 | 2019 | 2020 | 2021 | 2022 |